# Sinfonie D-Dur (Cherubini)
Die Sinfonie in D-Dur von Luigi Cherubini wurde 1815 als Auftragswerk der kurz zuvor gegründeten Royal Philharmonic Society komponiert und blieb Cherubinis einzige Sinfonie. Sie ist in streng klassischer Form gehalten und wurde am 1. Mai 1815 in London uraufgeführt.
Die Sinfonie ist unterteilt in die vier klassischen Sätze Largo – Allegro, Larghetto cantabile, Minuetto (Allegro non tanto – Trio) und Allegro assai. Eine Aufführung dauert ungefähr 34 Minuten.
Das zweite Streichquartett Cherubinis, das 1829 entstand, stellt eine weitgehende Umarbeitung der Sinfonie mit einem neuen zweiten Satz dar. 1838 schrieb der Komponist in einem Briefwechsel, keine weiteren Sinfonien schreiben zu wollen, da er nicht in Konkurrenz zu den Sinfonien Mozarts, Haydns und Beethovens zu treten wünsche.

## Diskografie
- Zürcher Kammerorchester, Dirigent Howard Griffiths. Label: cpo (8007531) 1997.